# Іньїго Діас де Серіо
Іньїго Діас де Серіо Конехеро (нар. 15 травня 1984) — колишній іспанський футболіст, що грав на позиції нападника.

## Клубна кар'єра
Де Серіо народився в Сан-Себастьяні (Країна Басків). Його дорослішання як футболіста завершувалось у складі сосьєдадського «Реала». Виступаючи за його дублерів він став найкращим бомбардиром третього дивізіону у сезоні 2005-2006 років (серед всіх чотирьох груп). У Ла-Лізі він дебютував 12 лютого 2006 року у виїзній грі проти мадридського «Атлетіко», що закінчилася поразкою з рахунком 0:1. У 2007–2008 роках він забив 16 голів за основний склад, який посів 4-те місце в Сегунді, зупинившись за крок від повернення до Прімери.
8 листопада 2008 року Діас де Серіо зазнав чималої травми внаслідок зіткнення з гравцем друголігового «Ейбара» Зігором, а саме переломів великогомілкової і малогомілкової кісток правої ноги. Хоч операція була успішною, все ж медичні працівники клубу заявили, що відновлення буде «дуже повільним», і гравець, як очікувалося, пропустить переважну частину того сезону.
Наприкінці червня 2009 року, по закінченні контракту з «Реалом», Діас де Серіо перейшов до сусідів з «Атлетік Більбао», підписавши угоду на чотири роки. Він повернувся до гри майже через рік після травми (5 листопада 2009 року), зігравши 30 хвилин у матчі групового етапу Ліги Європи УЄФА проти «Насіунала», що завершився внічию 1:1.
13 серпня 2010 року «Кордова» підтвердила оренду Діаса де Серіо на один рік. Однак, під час наступного трансферного вікна його відкликав назад «Атлетік».
Від 2011 до 2014 року Діас де Серіо виступав у другому ешелоні за «Нумансію» та «Мірандес» і забив за цей час загалом 22 голи. Однак у червні 2014 року, маючи лише 30 років, він оголосив про завершення своєї ігрової кар'єри.